# 창원중부경찰서
창원중부경찰서(昌原中部警察署, Changwon Jungbu Police Station)는 경상남도경찰청이 관할하는 경찰서 중 하나이다. 경상남도 창원시 성산구 및 의창구의 일부를 관할한다. 경상남도 창원시 성산구 상남로 177(신월동 96-1)에 위치하고 있다.
서장은 경무관으로 보한다.

## 기본 정보
- 주소: 경상남도 성산구 상남로 177(신월동 96-1)
- 우편번호: 641-707

## 연혁
- 1977년 11월 9일: 창원경찰서 설치
- 1999년 12월 28일: 창원중부경찰서로 변경
- 2021년 7월 1일: 창원중부경찰서 주소가 의창구에서 성산구로 변경

## 관할 파출소 및 지구대
창원중부경찰서는 2개의 지구대와 4개의 파출소를 산하에 두고 있다.
| 명칭         | 사진 | 주소                | 관할구역                                                                            | 치안센터     |
| ------------ | ---- | ------------------- | ----------------------------------------------------------------------------------- | ------------ |
| 신월지구대   |      | 신사로45길 35       | 신월동, 사림동, 상남동 일부                                                         | 사림치안센터 |
| 중앙파출소   |      | 원이대로506길 27-19 | 중앙동, 내동, 외동, 상북동, 남지동, 대원동, 두대동, 삼동, 웅남동 일부               | 두대치안센터 |
| 반송파출소   |      | 원이대로473길 17    | 반송동, 반림동, 반지동, 용호동                                                      | 용호치안센터 |
| 가음정지구대 |      | 동보길 16           | 가음정동, 성주동, 천선동, 안민동, 남산동, 불모산동, 삼정자동, 상남동 일부           |              |
| 사파파출소   |      | 먼동5길 5           | 사파동, 대방동, 남양동                                                              |              |
| 신촌파출소   |      | 봉양로 408          | 신촌동, 월림동, 양곡동, 귀현동, 귀산동, 귀곡동, 적현동, 창곡동, 완암동, 웅남동 일부 |              |